# Metachrostis quinaria
Metachrostis quinaria là một loài bướm đêm trong họ Erebidae.